# Flusso luminoso
In fotometria, il flusso luminoso o potenza luminosa è una grandezza fotometrica che misura la potenza percepita della luce. La sensibilità dell'occhio umano infatti varia a seconda della lunghezza d'onda della luce che lo colpisce. Il flusso luminoso differisce dal flusso radiante, che è invece la potenza di radiazione elettromagnetica emessa.
Il flusso luminoso viene definito come il prodotto tra la potenza emessa da una sorgente luminosa puntiforme e il coefficiente di visibilità
{\displaystyle {\overline {y}}(\lambda )}
dove λ è la lunghezza d'onda e il coefficiente è adimensionale.
Il flusso luminoso viene spesso usato come una misura della potenza utile emessa da una sorgente luminosa ed è di solito riportato sulla confezione delle lampadine. Il valore del flusso luminoso è utile per confrontare l'efficienza luminosa delle lampade a incandescenza con quelle a fluorescenza.
Il flusso luminoso non viene utilizzato per confrontare la luminosità, infatti questa è una percezione soggettiva che varia a seconda della distanza dalla sorgente luminosa.

## Unità di misura
Nel Sistema Internazionale (SI) l'unità di misura del flusso luminoso è il lumen (lm). Un lumen è definito come il flusso luminoso di luce prodotta da una sorgente luminosa che emette  l'intensità luminosa di una candela su di un angolo solido di uno steradiante:
{\displaystyle \mathrm {lm} =\mathrm {cd} \cdot \mathrm {sr} }
In questa unità di misura il flusso può essere calcolato come:
{\displaystyle F=683{,}002\ \mathrm {lm/W} \cdot \int _{0}^{\infty }{\overline {y}}(\lambda )J(\lambda )d\lambda }
dove
F è il flusso luminoso misurato in lumen;
J(λ) è la distribuzione spettrale di potenza della radiazione emessa (potenza per unità di lunghezza d'onda), in watt su metro;
{\displaystyle {\overline {y}}(\lambda )} (anche indicata come V(λ) è il coefficiente di visibilità luminosa (che è adimensionale);
λ è lunghezza d'onda, in metri.
In altri sistemi di unità, il flusso luminoso può avere unità di misura di una potenza.

### Unità di misura anglosassoni
L'unità di misura del flusso luminoso è lo spherical candle power (candela sferica):
{\displaystyle 1\ \mathrm {SCP} =1\ \mathrm {cd} \cdot 4\pi \ \mathrm {sr} \simeq 12{,}566\ \mathrm {lm} }

## Tabella comparazione da flusso luminoso a watt
|  |                         |                         |                         |  |                       |                       |                       |  |                 |  |                                    |                                    |                                    |  |             |             |             |  |
|  | Lumen (flusso luminoso) | Lumen (flusso luminoso) | Lumen (flusso luminoso) |  | Lampade Incandescenza | Lampade Incandescenza | Lampade Incandescenza |  | Lampade Alogene |  | Lampade Fluorescenti Basso Consumo | Lampade Fluorescenti Basso Consumo | Lampade Fluorescenti Basso Consumo |  | Lampade Led | Lampade Led | Lampade Led |  |
|  | Minimo                  | Massimo                 | Media                   |  | Minimo                | Massimo               | Media                 |  | Media           |  | Minimo                             | Massimo                            | Media                              |  | Minimo      | Massimo     | Media       |  |
|  | 200 lumen               | 300 lumen               | 250 lumen               |  | 30 watt               | 30 watt               | 30 watt               |  | 20 watt         |  | 6 watt                             | 7 watt                             | 7 watt                             |  | 4 watt      | 4 watt      | 4 watt      |  |
|  | 400 lumen               | 500 lumen               | 450 lumen               |  | 40 watt               | 40 watt               | 40 watt               |  | 35 watt         |  | 8 watt                             | 8 watt                             | 8 watt                             |  | 5 watt      | 5 watt      | 5 watt      |  |
|  | 600 lumen               | 800 lumen               | 700 lumen               |  | 60 watt               | 60 watt               | 60 watt               |  | 50 watt         |  | 10 watt                            | 10 watt                            | 10 watt                            |  | 8 watt      | 8 watt      | 8 watt      |  |
|  | 900 lumen               | 1.000 lumen             | 950 lumen               |  | 80 watt               | 80 watt               | 80 watt               |  | 70 watt         |  | 20 watt                            | 20 watt                            | 20 watt                            |  | 10 watt     | 12 watt     | 11 watt     |  |
|  | 1.200 lumen             | 2.000 lumen             | 1.600 lumen             |  | 150 watt              | 250 watt              | 200 watt              |  | 120 watt        |  | 25 watt                            | 33 watt                            | 29 watt                            |  | 14 watt     | 20 watt     | 17 watt     |  |
|  | 3.000 lumen             | 4.000 lumen             | 3.500 lumen             |  | 350 watt              | 400 watt              | 375 watt              |  | 300 watt        |  | 75 watt                            | 75 watt                            | 75 watt                            |  | 25 watt     | 30 watt     | 28 watt     |  |
|  | 5.000 lumen             | 6.000 lumen             | 5.500 lumen             |  | 500 watt              | 600 watt              | 550 watt              |  | 400 watt        |  | 100 watt                           | 100 watt                           | 100 watt                           |  | 40 watt     | 50 watt     | 45 watt     |  |
|  | Durata                  | Durata                  | Durata                  |  | 1 anno                | 1 anno                | 1 anno                |  | 1-3 anni        |  | 6-10 anni                          | 6-10 anni                          | 6-10 anni                          |  | 15-25 anni  | 15-25 anni  | 15-25 anni  |  |
|  | % Risparmio Energetico  | % Risparmio Energetico  | % Risparmio Energetico  |  | 0%                    | 0%                    | 0%                    |  | 35%             |  | 75%                                | 75%                                | 75%                                |  | 90-95%      | 90-95%      | 90-95%      |  |
|  |                         |                         |                         |  |                       |                       |                       |  |                 |  |                                    |                                    |                                    |  |             |             |             |  |

## Il coefficiente di visibilità

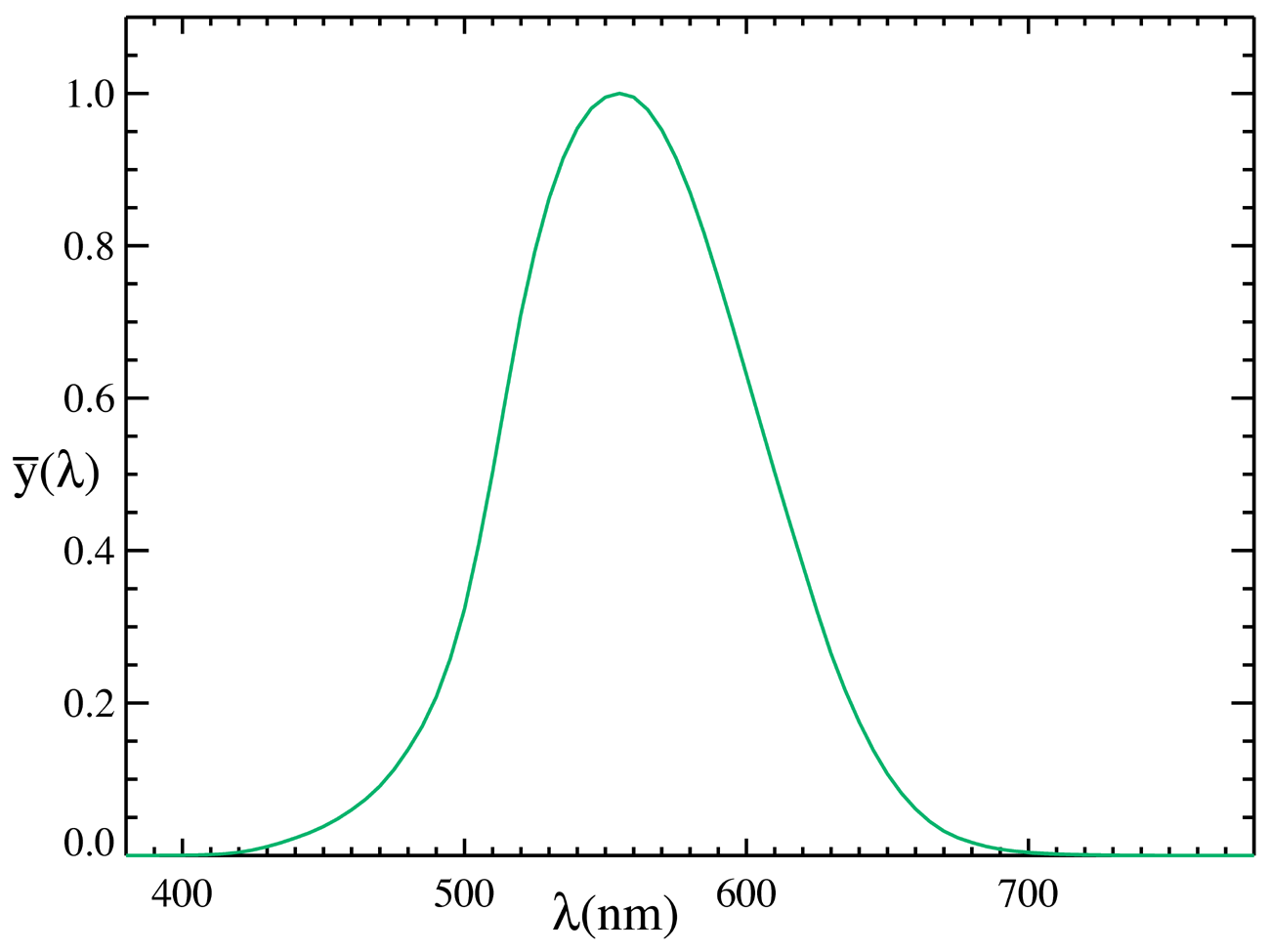
Sensibilità dell'occhio umano al variare della lunghezza d'onda (colore). L'asse orizzontale è in nanometri.

Il flusso luminoso tiene conto della sensibilità dell'occhio umano ponderando la potenza emessa per ogni lunghezza d'onda attraverso la funzione di efficacia luminosa spettrale, che rappresenta la risposta dell'occhio alle diverse lunghezze d'onda. Il flusso luminoso è una somma ponderata della potenza di tutte le varie lunghezze d'onda nella banda della radiazione visibile. La luce al di fuori della banda visibile non contribuisce. Il rapporto tra il flusso luminoso totale per il flusso radiante è chiamato efficienza luminosa.
Il coefficiente di visibilità luminosa è stato ottenuto statisticamente come il valore atteso o medio tra un certo numero di soggetti testati. Esso varia, come detto con la lunghezza d'onda tra la zona del violetto e quella del rosso ed è massimo in corrispondenza della luce giallo-verde. La curva di visibilità possiede un andamento a campana ristretta.
Se una sorgente luminosa, considerata puntiforme, emette un watt di potenza alla lunghezza d'onda di visibilità massima (555 nanometri), il flusso luminoso è pari a 683 lumen. Per le altre lunghezze d'onda bisognerà moltiplicare per il valore del coefficiente di visibilità, ovvero il peso della curva {\displaystyle {\overline {y}}(\lambda )}.
Dal flusso luminoso derivano le altre grandezze fotometriche come l'illuminamento, la radianza e l'intensità luminosa.
La quantità di energia può essere considerata secondo due fattori: il fattore di luce monocromatico o eterocromatico. Il primo rileva un solo colore mentre il secondo rileva un insieme di più radiazioni con diverso valore di intensità.